# 1897 في الجزائر
الأحداث من عام 1897 في الجزائر.

## الحكم
- .الإحتلال الفرنسي.
- 1 أكتوبر – تعيين لويس ليبين حاكمًا عامًا للجزائر (لغاية عام 1898).[1]

## الأحداث
- تأسيس نادي رياضي حرية وهران – نادي كرة قدم جزائري يلعب في ملعب كالو، تمّ حله سنة 1962

## المواليد
- 5 ديسمبر – محيي الدين بشطارزي – كان مخرجاً، ومؤلفاً جزائرياً. (ت. 6 فبراير 1986 بالجزائر).
- ليلي العباسي – مغني يهودي جزائري. أصله من مدينة سيدي بلعباس. اشتهر بغناء الموسيقى على الطراز الشعبي الجزائري.(ت. 1969 م) [2]

## الوفيات
* 2 يونيو– محمد بن أبي القاسم الهاملي – شيخ ومؤسس الزاوية الهاملية القاسمية بالهامل - بوسعادة. (ولد 26 يوليو 1824م).